# Pierre-Samuel Gendron
Cet article possède un paronyme, voir Samuel Gendron.
Pour les articles homonymes, voir Gendron.
Pierre-Samuel Gendron (31 août 1828-11 juin 1889) est un notaire et homme politique provincial et fédéral du Québec.

## Biographie
Né à Sainte-Rosalie dans la région de Saint-Hyacinthe au Bas-Canada, Pierre-Samuel Gendron effectue ses études au Séminaire de Saint-Hyacinthe. En 1867, il est simultanément élu député du Parti conservateur du Québec dans le district électoral de Bagot et député du Parti conservateur du Canada dans la circonscription de Bagot. Il quitte ses fonctions parlementaires fédérales en 1874, après avoir été réélu en 1872, et ses fonctions provinciale en 1876 après avoir été réélu en 1871 et en 1875.
Mort à Saint-Hyacinthe en 1889, il est inhumé à Sainte-Rosalie.
Il est l'oncle du député provincial et fédéral Flavien Dupont.